# Nikola Leković
Nikola Leković (ur. 19 grudnia 1989 w Belgradzie) – serbski piłkarz występujący na pozycji obrońcy w bośniacki klubie Tuzla City. W trakcie swojej kariery reprezentował także barwy Bežaniji, Rada, Vojvodiny, Lechii Gdańsk, Partizana, Napredaku Kruševac, Dynamy Mińsk, AO Kerkira, Karabükspor i Mladost Lučani. Były reprezentant Serbii do lat 21.